# Asterinae
Asterinae es una subtribu perteneciente a la subfamilia Asteroideae dentro de las asteráceas.

## Descripción
Las especies de esta subtribu son hierbas. Las hojas son por lo general en forma  lanceolada. A lo largo del tallo están dispuestas de forma alterna. La inflorescencia es del tipo corimboso y están compuestos por diferentes cabezas (especies solitarias también están presentes). La estructura de la cabeza es típico de la familia Asteraceae : La estructura de las cabezas es típico de la familia Asteraceae: un pedículo soporta una carcasa hemisférica, compuesto de diferentes escalas (o brácteas ) que sirven como protección para el receptáculo hemisférico o cónico, con dos tipos de flores: las externas radiantes liguladas y las  flores centrales túbulares. En particular, las femeninas son periféricas, y están dispuestos en una sola circunferencia (o radio o serie) y tienen una corola ligulada con lígula muy agrandada, las internas, son tubulares, son  numerosos y hermafroditas.  El fruto es un aquenio coronado por un vilano peludo.

## Distribución
Las especies de este grupo se distribuyen principalmente en Europa y Asia.

## Géneros
La subtribu comprende 13 géneros y unas 300 especies.
- Arctogeron DC., 1836 (1 sp.)
- Aster L., 1753 (circa 180 spp.)
- Asterothamnus Novopokr., 1950 ( 7 spp.)
- Callistephus Cass., 1825 (1 sp.)
- Crinitaria Cass., 1825 (13 spp.)
- Galatella Cass., 1825 (30 spp.)
- Heteropappus Less., 1832 (circa 20 spp.)
- Kalimeris (Cass.) Cass., 1825 (8 spp.)
- Kemulariella Tamamschyan in Komarov, 1959 (6 spp.)
- Miyamayomena Kitam., 1982 (5 spp.)
- Psychrogeton Boiss., 1875 (20 spp.)
- Rhinactinidia Novopokr., 1948 (4 spp.)
- Tripolium Nees, 1832 (1 sp.)